# R4: Ridge Racer Type 4
 (octobre 2020).
R4: Ridge Racer Type 4 est un jeu vidéo de course développé et édité par Namco sorti en 1998 au Japon et en 1999 en Amérique du Nord et en Europe. C'est le quatrième et dernier jeu de la série Ridge Racer sorti sur PlayStation. C'est l'un des premiers jeux à utiliser l'ombrage Gouraud, ce qui donne au jeu une profondeur visuelle. C'est aussi le premier jeu de la série Ridge Racer à intégrer un mode multijoueur à écran partagé sur une machine de Sony.

## Système de jeu

### Principe du jeu
Le but du jeu est d'incarner un pilote participant au Real Racing Roots '99 Grand Prix contre 7 adversaires sur 8 circuits.

### Mode Grand Prix
C'est le mode principal de Ridge Racer Type 4: le joueur incarne un jeune pilote de course participant au Real Racing Roots '99 Grand Prix. Ce Grand Prix est divisé en 4 manches : deux courses de deux tours ; deux courses de trois tours ; trois courses de trois tours et une dernière course de six tours. Entre ces étapes, le joueur obtient une nouvelle voiture ou une amélioration de sa voiture initiale, en fonction des performances réalisées dans le Grand Prix. Pour gagner toutes les voitures, le joueur doit courir avec toutes les écuries et tous les constructeurs en terminant les courses de qualification dans toutes les positions possibles.
Pour participer à la course suivante, le joueur doit terminer au minimum dans les places suivantes :
- 3e place lors des deux courses de la 1re manche
- 2e place lors des deux courses de la 2e manche
- 1re place lors des quatre dernières courses

### Mode Extra-Trial
Dans ce mode, le joueur affronte un adversaire pilotant la voiture la plus rapide du constructeur choisit au préalable. Si le joueur gagne la course, il remporte le véhicule de son adversaire.

### Les écuries
Quatre écuries sont présentes dans le jeu. Les couleurs de ces écuries représentent un jeu développé par Namco. Elles représentent chacune un niveau de difficulté, allant du niveau facile au niveau expert :
- RC Micro Mouse Mappy (niveau facile): Ecurie française dirigée par une jeune femme de 24 ans, Sophie Chevalier, en remplacement de son grand-père. Les voitures de cette écurie sont plus rapides et sont plus faciles à contrôler que celles des autres écuries. Les couleurs de l'écurie représentent le jeu Mappy.
- Pac Racing Club (niveau intermédiaire): Nouvelle écurie japonaise dirigée par un ancien du pilote du Real Racing Roots, Shinji Yazaki. Les voitures disponibles dans cette équipe sont conçues pour un joueur de niveau intermédiaire. Les couleurs de l'écurie rendent hommage au jeu Pac-Man.
- Racing Team Solvalou (niveau difficile): Ecurie italienne dirigé par Gilbert Enki, qui en est aussi le propriétaire. Ce dernier a perdu son fils Giuliano à l'issue de la finale du Grand Prix. Équipe dominant actuellement le Grand Prix, ces voitures sont considérés comme les plus rapides du jeu. Les couleurs de l'écurie font référence au jeu Xevious.
- Dig Racing Team (niveau expert): Ecurie américaine dirigé par Robert Chrisman. Ecurie autrefois renommée, elle est maintenant l'écurie la moins compétitive du championnat depuis que le directeur de course ait réduit le budget. Les voitures sont donc relativement lentes et sont les plus difficiles à piloter. Les couleurs de l'écurie sont à l'effigie du jeu Dig Dug.

### Les constructeurs
Quatre constructeurs fictifs sont présents dans ce jeu. Ceux-ci présentent des caractéristiques de pilotage différents : les voitures des constructeurs utilisant un dérapage Drift ont la particularité de survirer dans les virages tandis que celles utilisant un dérapage Grip ont une forte adhérence :
- Age Solo (Grip): Constructeur français spécialisé dans les voitures aux lignes compactes et aérodynamiques. Les voitures de ce fabricant sont Prophetie, Dirigeant, Bataille, Megere, Antilope, Averse, Licorne, Sorciere, Supernova et Ecureuil.
- Terrazi (Grip): Constructeur japonais spécialisé dans les voitures aux lignes élégantes. Les voitures de ce fabricant sont Ambitious, Troop, Rumor, Wildboar, Capital, Cowboy, Starlight, Decision, Terrific, Destroyer et Utopia.
- Lizard (Drift): Constructeur américain fabriquant des voitures puissantes et dynamiques. Les voitures de ce constructeur sont Bonfire, Detector, Wisdom, Officer, Colleague, Comrade, Ignition, Tamer, Cataract, Reckless et Nightmare.
- Assoluto (Drift): Constructeur italien spécialisé dans les voitures aux lignes sportives et épurées. Les voitures de ce constructeur sont Promessa, Bisonte, Regalo, Fatalita, Rondine, Cavaliere, Infinito, Aquila, Estasi, Squalo et Vulcano.

Une fois que les 320 voitures du jeu sont débloquées, une voiture bonus représentant Pac-Man est débloquée.

### Circuits
Le jeu comporte 8 circuits, 6 d'entre eux partagent une partie commune :
1re manche:
- Helter-Skelter, à Yokohama au Japon
- Wonderhill, à Fukuoka au Japon

2e manche:
- Edge of the Earth, à New York aux États-Unis
- Out of Blue à Yokohama au Japon. La ligne d'arrivée de ce circuit est partagée avec celle de Helter-Skelter.

Finale:
- Phantomile, à Yokohama au Japon
- Brightest Nite, à New York aux États-Unis. La ligne d'arrivée de ce circuit est partagée avec celle de Edge of the Earth.
- Heaven and Hell, à Fukuoka au Japon. La moitié du circuit dont la ligne d'arrivée est partagé avec celle de Wonderhill.
- Shooting Hoops, à Los Angeles aux États-Unis.

Une fois que le Real Racing Roots '99 est remporté au moins une fois, tous ces circuits en mode normal et inversé sont disponibles dans les modes Contre-la-Montre et Multijoueur.

## Développement
Ridge Racer Type 4 est développé par Namco en un an et demi par environ trente personnes. Selon Motomi Katayama, le directeur principal de projet, « tout [a été] revu à la hausse [par rapport aux jeux précédents de la série]. Des graphismes plus fins, des techniques d'animation meilleures, des routines de collisions plus précises, des effets sonores plus réalistes, des musiques inédites... » Parmi les principaux atouts de Ridge Racer Type 4, il cite l'accessibilité du jeu pour « les joueurs qui, d'habitude, ne réussissent pas à jouer à ce genre de jeu », et la possibilité de jouer avec le Jogcon (en), une manette spécialement créée pour le jeu qui est équipée d'un volant à retour de force,. Une des « préoccupations principales » de l'équipe était de « faire en sorte que le joueur ne se lasse pas, même après avoir joué de nombreuses fois. » Le mode carrière permet aux joueurs de « se glisser dans la peau d'un véritable pilote. Le but est de devenir le grand champion d'un grand prix [...]. En fonction de ses choix d'équipe et de ses résultats, le joueur vivra des expériences totalement différentes. »
Katayama affirme que « passer après Gran Turismo », sorti un an auparavant, n'a pas été difficile, et que « son enthousiasme à faire un soft de courses qui soit véritablement un jeu s'est alors accru plutôt que l'inverse. » Ridge Racer Type 4 n'est « pas une simulation » et, d'après Katayama, les joueurs doivent avant tout s'amuser, et ils apprécient de pouvoir réaliser des actions irréalistes dans un jeu, comme « prendre un virage à 200 km/h en dérapage contrôlé. » Il ajoute que « tout le monde peut apprécier les qualités techniques », et que, lors des replays, « Ridge Racer Type 4 met en scène des angles de caméra impossibles à utiliser dans la réalité. En appuyant sur le bouton triangle de la manette, le joueur aura l'impression de se retrouver devant un véritable clip vidéo. »
Contrairement à la version japonaise, les versions occidentales du jeu sont compatibles avec le DualShock ; les textes de la version européenne sont traduits en français, en anglais, en allemand, en espagnol et en italien.

## Musique
La bande originale du jeu sort sur CD en 1999 sous le titre R4: Ridge Racer Type 4 Direct Audio. Elle est composée par Hiroshi Okubo, Kohta Takahashi, Tetsukazu Nakanishi, Asuka Sakai, et Koji Nakagawa.
Elle fait partie des « 100 albums indispensables de jeux vidéo » sélectionnés par Rémi Lopez pour son livre OST: Original Sound Track. Il estime que la musique de Ridge Racer Type 4 « apporte au genre la petite touche de raffinement qui pouvait lui manquer. [...] Avec cet épisode, le son de la série prend un virage à 180°, passant d'une violence synthétique signée Sampling Masters à un registre plus jazz, lorgnant vers le chill-out, le funk et la house, et en mettant l'emphase sur le contexte, le sentiment de liberté, plus que sur la folie de la compétition. [...] On se sent alors porté par la musique [;] une œuvre en avance sur son temps. »
Chris Greening du site web VGMOnline attribue à l'album la note de 4,5/5 et le qualifie d'« indispensable » pour les amateurs de musique électronique relaxante. Il observe que « Ridge Racer Type 4 Direct Audio rompt avec la tradition de la série, en faveur d'une bande originale douce et subtile », et loue tant les efforts des compositeurs pour « éviter les clichés inhérents à la plupart des bandes-originales de jeux de course » que « la diversité considérable des styles musicaux proposés. »
En 2019, à l'occasion du 20e anniversaire du jeu, un double-CD intitulé R4: Ridge Racer Type 4 - The 20th Anniv. Sounds est publié. Il contient une version remastérisée de la bande-son du jeu, et des remixes créés par les compositeurs d'origine, auxquels se joignent, entre autres, Shinji Hosoe, Ayako Saso, Takahiro Eguchi de SuperSweep, le compositeur coréen Jin Bae Park (ko) (alias ESTi), et Nobuyoshi Sano (en), un vétéran de chez Namco. Don Kotowksi lui attribue également la note 4,5/5, toujours sur VGMOnline.

## Accueil
Ridge Racer Type 4 reçoit des critiques globalement positives. Il obtient le score de 88/100 sur Metacritic, sur base de 18 critiques. IGN lui attribue une note de 9,4 sur 10, Official UK PlayStation Magazine lui donne une note de 9 sur 10 et GameSpot une note 8,7 sur 10. Quant au site francophone Jeuxvideo.com, il lui attribue une note de 18 sur 20.
Par contre, François Tarrain de PlayStation Magazine lui attribue la note de 6 sur 10, saluant les qualités techniques du titre mais regrettant une conduite simpliste et un manque de circuits.

## Postérité
Ridge Racer Type 4 intègre la gamme Platinum au début de l'année 2000.
Le jeu fait partie des 20 titres inclus dans la PlayStation Classic sortie en 2018. Dans la déclinaison occidentale (Europe et Amérique du Nord) de la console, il est présenté dans sa version américaine, soit en langue anglaise et au format NTSC - 60 Hz. En plus des problèmes communs à tous les jeux proposés sur la console miniature, des problèmes techniques liés spécifiquement à l'émulation de Ridge Racer Type 4 et absents sur la PlayStation d'origine sont pointés du doigt : un effet sonore de réverbération se manifeste de façon intempestive, et la PlayStation Classic n'arrive pas à maintenir correctement l'affichage en 30 images par seconde (pourtant très stable sur PlayStation), occasionnant des ralentissements et des saccades qui nuisent fortement au plaisir de jeu,.